# Jan Cupidohof

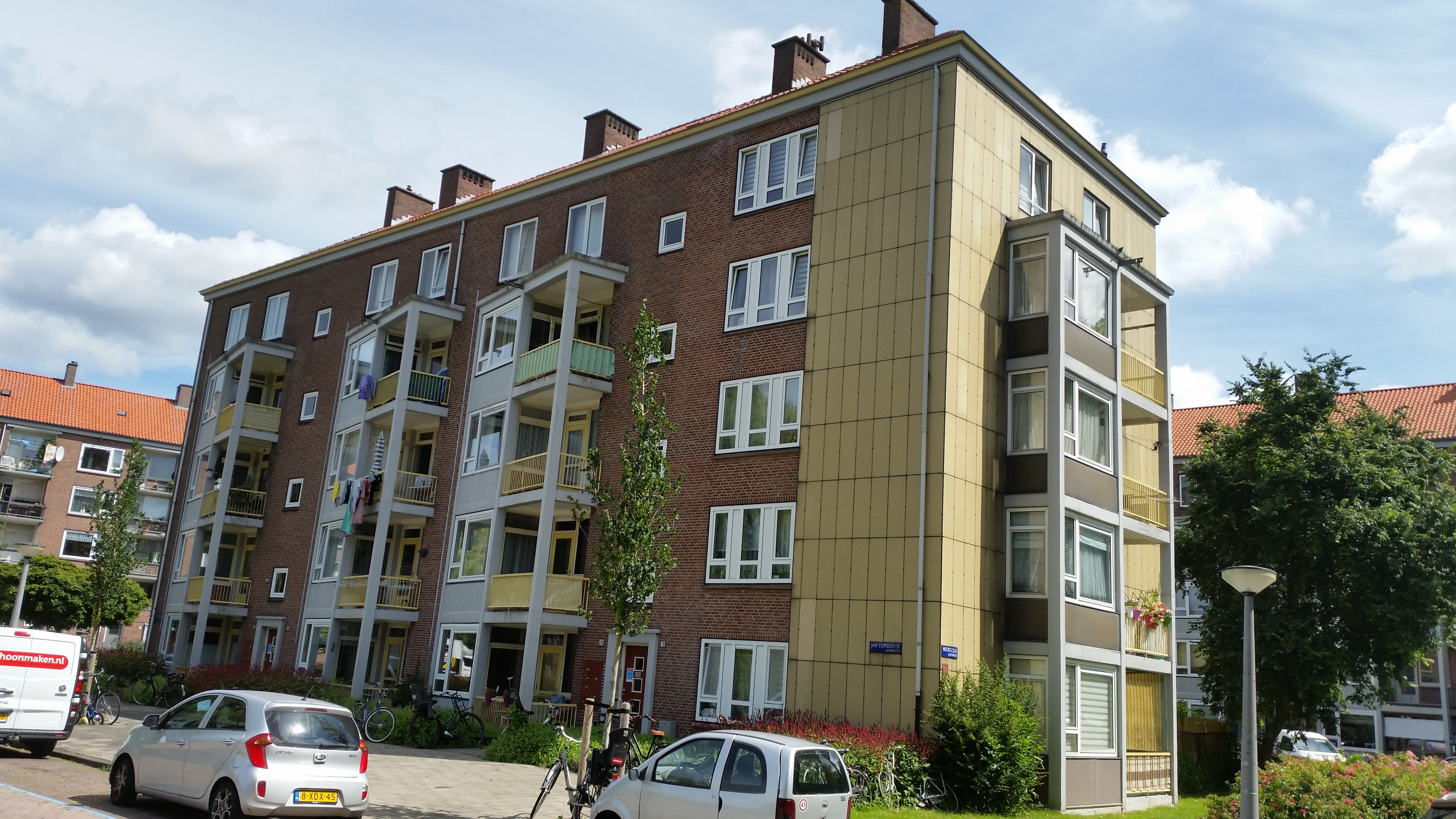
Blokje 17-20 (juli 2020)

Het Jan Cupidohof is een straat in Amsterdam Nieuw-West.

## Geschiedenis en ligging
De straat kreeg per raadsbesluit van 16 maart 1955 haar naam; een vernoeming naar schipper Jan Cupido (1869-1938) van de reddingsboot Brandaris die meer dan 250 mensen van de verdrinkingsdood heeft gered. Een tweetal andere straten met dezelfde opbouw als het Jan Cupidohof kregen eenzelfde basis van vernoeming. Het Dorus Rijkershof is vernoemd naar Dorus Rijkers (1847-1928), schipper van een reddingsboot in Den Helder; het Frank Naerebouthof naar Frans Naerebout. Ook een duiker in de buurt werd vernoemd naar een redder-in-nood: Dirk de Waterduikerbrug. 
De straat werd ingedeeld volgens het Algemeen Uitbreidingsplan van Cor van Eesteren en Jakoba Mulder met veel ruimte tussen de woningen. Alle drie de genoemde hofjes hebben een bebouwing in de vorm van een parallellogram met twee onderbrekingen. Aan de oostzijde van de hofjes staat een L-vormige laagbouwflat met op de tegenoverliggende punt nog een blokje. Het ontwerp van de flats was in handen van Cornelis Keesman, die elders in de stad het gemeentelijk monument de Keesmanblokken ontwierp. Mulder en Keesman gingen vlak na de oplevering zelf even langs om een en ander fotografisch vast te leggen.
De straat ligt als een lus met verbindingen met (de ventweg van de) Noordzijde. De mogelijkheid voor een weg naar het noorden wordt afgesloten door de Burgemeester Röellstraat, die op een dijklichaam ligt (voor voetgangers is een mogelijkheid geschapen). In het westen wordt het blokje afgesloten met een naamloze gracht; over de gracht kijkt men uit over de van 1995 tot 1999 gebouwde wijk Noorderhof. 

## Gebouwen
De huisnummers lopen doorlopend op van 1 tot en met 20, waarbij 1 tot en met 16 staan voor de woningen in de L; en 17-20 in het losstaande blokje. Kenmerkend voor de flats 1 tot en met 10 en 17 tot en met 20 zijn de schuin ingestoken en uitstekende balkons, die ondersteund worden door extern geplaatste betonpalen. Die balkons bevinden zich tussen de portiekdeuren. Voor zijgevels van de flat aan Noorzijde verzon Keesman rechte balkons op de kopse kanten van de flat. De flats 11 tot en met 16 hebben eveneens rechte balkons. De flats hebben vijf bouwlagen en een puntdak. Door deze constructie hebben bijna alle flats uitzicht op de Sloterplas. Ze stammen uit 1954/1955. Al vroeg in de 21e eeuw kwamen er plannen voor sloop van de drie blokjes op tafel. Woningcorporatie Stadgenoot werd eigenaar en trad in overleg met de bewonerscommissies. Er werd gekozen voor renovatie in plaats van sloop.
De gele gevelbekleding is niet origineel; tot minstens 1970 ontbrak die. 

## Speelplaats
Ten minste twee van de drie genoemde hofjes (Jan Cupidohof en Dorus Rijkershof) kregen een speelplaats mee. Deze werden ingericht met speeltoestellen ontworpen door Aldo van Eyck. Hij richtte met Mulder meer 700 speelplaatsen in (1950-1980) die na die tijd net zo snel weer verdwenen. Alleen de speelplaats aan het Jan Cupidohof is hier overgebleven met een kleine iglo, een duikelrek en een zandbak. Die speelplaats is zo geplaatst dat de meeste ouders van kinderen aan het hof vanaf hun balkon hun kinderen in de gaten kunnen houden.

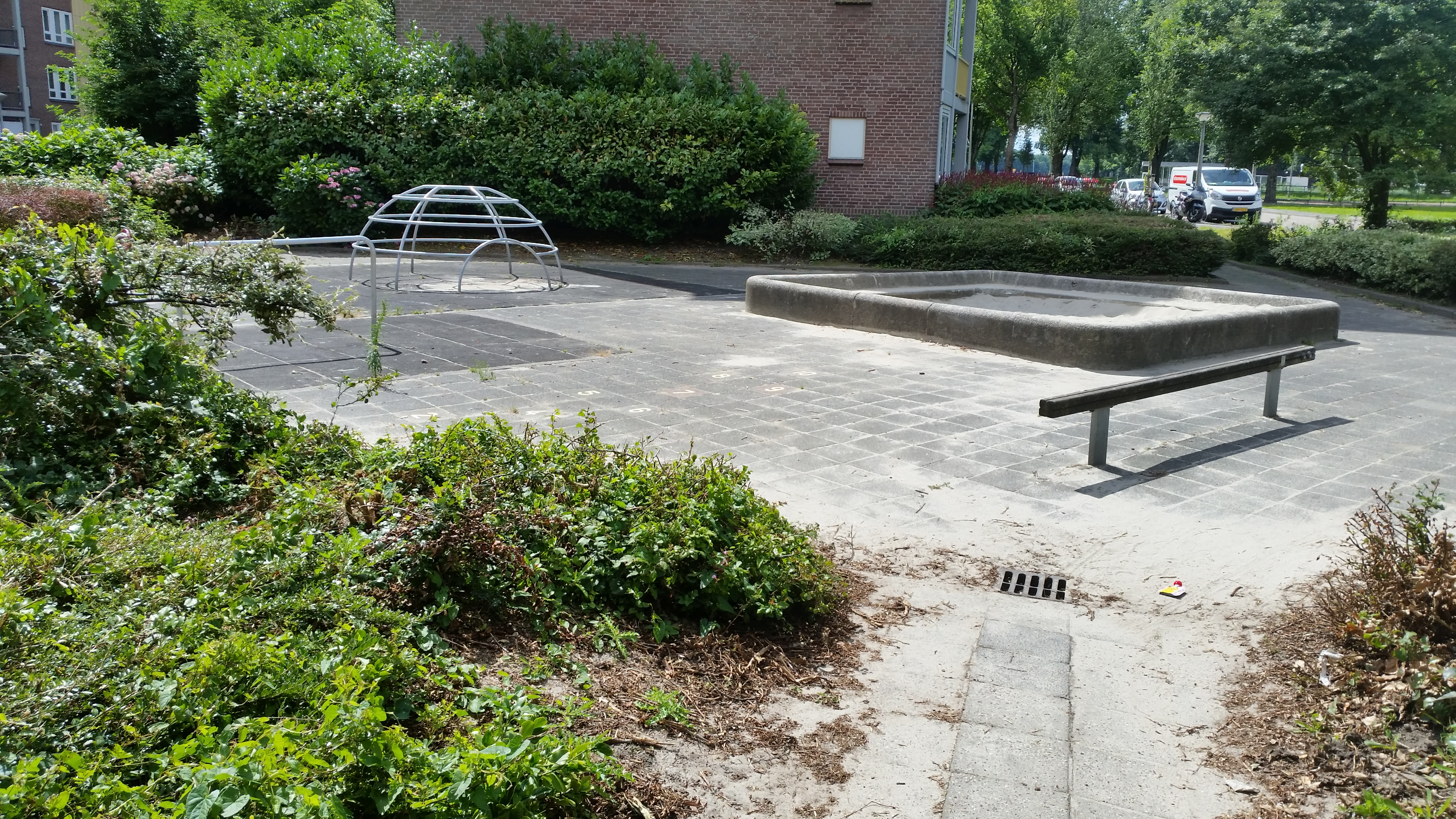
Speelplaats met van rechts naar links zandbak, iglo en duikelrek van Van Veyck (juli 2020)